# Touran
Pour les articles homonymes, voir Touran (homonymie).
Turan (Modèle:Lang-ae; moyen perse : Tūrān; persan : توران, Modèle:IPA-fa, "La Terre de Tur") est une région historique en Asie Centrale. Le terme est d'origine iranienne, et peut faire référence à un établissement humain préhistorique particulier, une région géographique historique, ou une culture. Les Turaniens originaux étaient une tribu iranienne,, de l'âge avestique (en).

## Théories linguistiques
D'un point de vue ethnico-linguistique ce terme désigne l'ensemble des peuples turcophones, englobant principalement les Ouïghours du Xinjiang (ouest de la Chine), les Kirghizes, les Ouzbeks, les Turkmènes, les Kazakhs, mais aussi les peuples turcs du Caucase (Azéris, Meskhètes, Nogaïs, etc.), les Kachkaïs d'Iran, les Turcs de Turquie, les Hongrois des Balkans, ainsi que les Gagaouzes de Moldavie. Ces peuples ont en commun leurs langues qui appartiennent à la famille des langues altaïques. Le terme Touran est souvent utilisé par les panturquistes de plusieurs pays turcophones pour désigner l'idéal d'un grand empire touranien réunissant tous les peuples turciques. Il peut avoir une connotation également politique, par exemple en Turquie et en Hongrie, les turancı (se dit « tourandjeu ») sont un courant nationaliste particulier, se différenciant des autres courants ultranationalistes ou encore conservateurs. Touran est également utilisé comme nom ou prénom, principalement par les Turcs et les Azerbaïdjanais.

## Historique
D'après le chercheur Jean-Paul Burdy, « la première occurrence du mot “Touran” est dans une épopée du poète persan Firdawsi au XIe siècle : le roi Faridun y divise le monde entre ses trois fils, Salm recevant Rum (l’Ouest), İradj, l’Iran, et Tur, le Touran. Au XIXe siècle, à la suite des recherches en turcologie réalisées en Hongrie, le mot “Touran” prend un sens nouveau désignant la famille ethno-linguistique ouralo-altaïque (Langues turciques, langues finno-ougriennes, langues mongoles, coréen et parfois japonais) ».

## Idéologie raciale
Au XIXe siècle, le concept de Touran révèle de nombreux enjeux politiques et raciaux. Il annonce l’existence de races primordiales, une division déjà porteuse de sous-entendus extrémistes. Ce qui apparaît comme un débat scientifique se révèle en fait inscrit dans un ensemble plus vaste de polémiques transnationales.

## Avesta
Dans les hymnes de l'Avesta, l'adjectif Tūrya est lié à plusieurs ennemis du zoroastrisme comme Fraŋrasyan (dans le Shahnameh: Afrāsīāb). Le mot n'apparaît qu'une fois dans les Gathas, mais 20 fois dans les parties ultérieures de l'Avesta. Apparemment, il n'y aurait pas de différence entre Tūrya (Turcs) et Ārya (Iran) dans l'Avesta, les deux ayant des noms iraniens et étant généalogiquement reliés.
Les linguistes dérivent le mot de la racine indo-iranienne *tūra- « fort, rapide ». À noter que certains linguistes disent que le mot Turc (Türk en turc) est lui-même un dérivé du mot Turya, et essaient ainsi de déchiffrer le mystère concernant l'origine du mot Turc.

## Shâh Nâmeh
Dans la fable épique du Shâh Nâmeh, le terme Toūrān ("Terre des Tūrya" de la même façon que Ērān, Īrān = "Terre des Ārya") se réfère aux habitants d'Asie centrale en général, à l'époque où ces régions étaient habitées principalement par des tribus nomades de langue iranienne comme les Scythes (dont les Sogdiens) ou les Yuezhi, ou différentes tribus proto-turques tels que les Xiongnu ou Huns.
D'après le mythe de la fondation donné dans le Shâh Nâmeh, le roi Firēdūn (= Avestique Θraētaona) a eu trois fils, Salm, Tūr et Ēraj, entre lesquels il partagea le monde : l'Asie mineure fut donnée à Salm, l'Asie centrale à Tūr et l'Iran à Ēraj. Les ainés tuèrent le plus jeune, Eraj, mais il fut vengé par son petit-fils Manouchehr, et les iraniens devinrent les maîtres du monde. Cependant, la guerre continua pendant des générations.

## Dans la culture
L'héroïne Turandokht, dont le nom qui signifie « fille (dokht) de Touran » (pris ici dans le sens de Chine), apparaît dans une légende persane médiévale traduite dans ses Mille et Un Jours par François Pétis de la Croix. Carlo Gozzi en tire une « fable théâtrale » qui connaîtra plusieurs adaptations musicales, dont Turandot, opéra de Giacomo Puccini.